# Immigration and Naturalization Service

Wappen des INS

Der Immigration and Naturalization Service (INS) war eine Behörde der Vereinigten Staaten, die für die Ein- und Ausreise, Einwanderung sowie Einbürgerung zuständig war. Die Behörde stand unter der Aufsicht des Justizministeriums und hatte ihren Sitz in Washington, D.C. Sie bestand zwischen 1933 und 2003.
Nach den Terroranschlägen am 11. September 2001 wurde das Ministerium für Innere Sicherheit geschaffen. In dessen Folge gingen die bisherigen Verantwortlichkeiten des INS am 1. März 2003 in drei neu geschaffenen Behörden über, die dem Ministerium für Innere Sicherheit unterstellt sind:
- United States Citizenship and Immigration Services
- United States Immigration and Customs Enforcement
- United States Customs and Border Protection

## Geschichte
Der Immigration and Naturalization Service (INS) wurde im Jahr 1933 durch Präsident Franklin D. Roosevelt geschaffen, um den Grenzschutz und seine Durchsetzung zu konsolidieren und zu regulieren sowie die Einbürgerung in die USA zu regeln. Zunächst arbeitete der INS unter dem U.S Department of Labor (DOL) und wurde 1940 eine Agentur des U.S Department of Justice (DOJ).